# Oso (Washington)
Oso is een plaats (census-designated place) in de Amerikaanse staat Washington, en valt bestuurlijk gezien onder Snohomish County.
Oso kwam in het nieuws door een aardverschuiving op 22 maart 2014, waarbij 43 inwoners om het leven kwamen.

## Demografie
Bij de volkstelling in 2000 werd het aantal inwoners vastgesteld op 246.

## Geografie
Volgens het United States Census Bureau beslaat de plaats een oppervlakte van
9,6 km², waarvan 9,4 km² land en 0,2 km² water. Oso ligt op ongeveer 77 m boven zeeniveau.

## Plaatsen in de nabije omgeving
De onderstaande figuur toont nabijgelegen plaatsen in een straal van 24 km rond Oso.